# Orientales omnes ecclesias
Die Enzyklika Orientales omnes ecclesias wurde am 23. Dezember 1945 von Papst Pius XII. veröffentlicht, ihr Anlass ist der 350. Jahrestag der Vereinigung der ruthenischen Kirche mit dem Apostolischen Stuhl. Hieraus entstand 1595/96 die Ruthenische griechisch-katholische Kirche. Der Papst beschreibt im Wesentlichen die historischen, theologischen und liturgischen Entwicklungen der Katholischen Ostkirchen, zu denen auch seit 1595 die Ruthenische griechisch-katholische Kirche gehört.
Schwerpunkt seiner Enzyklika ist die geschichtliche Darstellung über den Zusammenschluss:
- Bevor es 1596 in Brest zur Kirchenunion von Brest kam, waren aber lange und schwierige Verhandlungen notwendig. Zunächst wurde am 22. Juni 1595 von allen Bischöfen der ruthenischen Kirche eine „Absichtserklärung über die Vereinigung“ unterzeichnet, die im September 1595 von Cyril Terletski (Bischof von Lutsk) und Hypatius Pociei (Bischof von Wladimir) in einer päpstlichen Audienz in Rom übergeben wurde.

- Papst Klemens VIII. übernahm dieses Dokument und übergab es der päpstlichen Kurie zur Prüfung. Am 23. Dezember 1595, dem eigentlichen Tag der Vereinigung, legten die anwesenden Bischöfe ihren zustimmenden Bericht vor und stellvertretend für alle Bischöfe der ruthenischen Kirche legten deren Abgesandte den Treueeid zum Papst ab. Dieses Ereignis wurde mit der Apostolischen Konstitution „Dominus et laudabilis nimis“ festgeschrieben und verkündet.